# Jessica Sara
Jessica Sara (ur. 7 kwietnia 1992 r. w New Brunswick, New Jersey w USA) – amerykańska aktorka odgrywająca m.in. rolę Marni Nelson w serialu dla młodzieży To tylko gra.